# 신화콘텍
신화콘텍(ShinHwa Contech Co. Ltd.)은 대한민국의 커넥터 기업이다. 본사는 경기도 안양시 만안구 일직로94번길 3 (석수동)에 위치해 있으며 대표이사는 이정진이다.
 삼성전자의 커넥터 공급업체이자 협력업체이다

## 역사
2006년에 신화콘텍으로 상호를 변경하였다.

## 상장
2014년 8월 8일 주관사를 현대증권으로 공모가 9,100원에 상장하였다.

## 종속기업
- 청도신화전자정밀유한공사
- 신화콘텍 비나 유한회사
- RM GLOBAL Gmbh
- (주)신화하이텍
- (주)알엠코리아

## 같이 보기
- 우주일렉트로닉스
- 제이엔티스

## 참고 문헌
1. ↑  김경택, 신화콘텍 "내년 실적 올해 대비 100% 성장 자신", 매일경제, 2019-09-24
2. ↑  김우람, 삼성전자 USB-C타입 공급사 신화콘텍, 신사업 전기차 와이어링하네스 공급 협의 중, 이투데이, 2023년 12월 18일
3. ↑  신지혜, 한국IR협의회 기술분석보고서-신화콘텍, 2021.09.09
4. ↑  송화정, 신화콘텍, 공모 청약경쟁률 99.2 대 1 기록, 아시아경제, 2014.07.31